# Vietnamites
Els vietnamites o els Kinhs, o els viets, o el poble viet són un grup humà de l'Àsia Sud-oriental nadius de l'actual estat de Vietnam els membres del qual parlen vietnamita, la llengua amb més parlants de les llengües austroasiàtiques.
Els Kinhs son el grup humà majoritari del país representant el 85,32% de la població del Vietnam segons el Cens del 2019. En aquest cens s'utilitza la denominació de kinhs per a diferenciar-los dels altres grups humans del país com, per exemple, els hmongs i els txams. Oficialment, al 2019 hi ha un total de 82.085.826 kihns al país, dels quals 41.281.185 són dones i 40.804.641 són homes. Els kinhs són un dels quatre grups que parlen llengües viètiques juntament amb els mườngs, els thổs i els chứts. Els kinhs també estan relacionats amb els gins, un grup humà de la República Popular de la Xina.

## Terminologia
Segons Churchman (2010) tots els endònims i exònims que es refereixen als vietnamites com viets (utilitzat a l'antiga Xina), kinh (relacionat amb la designació administrativa medieval) o keeu i Kæw (derivats de Jiāo 交, topònim de l'antiga Xina per a denominar el nord del Vietnam) estan relacionats a estructures polítiques relacionades amb l'imaginari geogràfic xinès. En general, els ancestres austroasiàtic-parlants dels actuals kinhs s'identificaven a si mateixos, per a separar-se d'altres grups humans, amb el terme de l'actual vietnamita "fa" (que significa "nosaltres" o "jo"). De la mateixa manera, anomenaven el seu territori com a  "nước ta" (el nostre país) i la llengua vietnamita com  "tiếng ta" (la nostra llengua).

### Việt

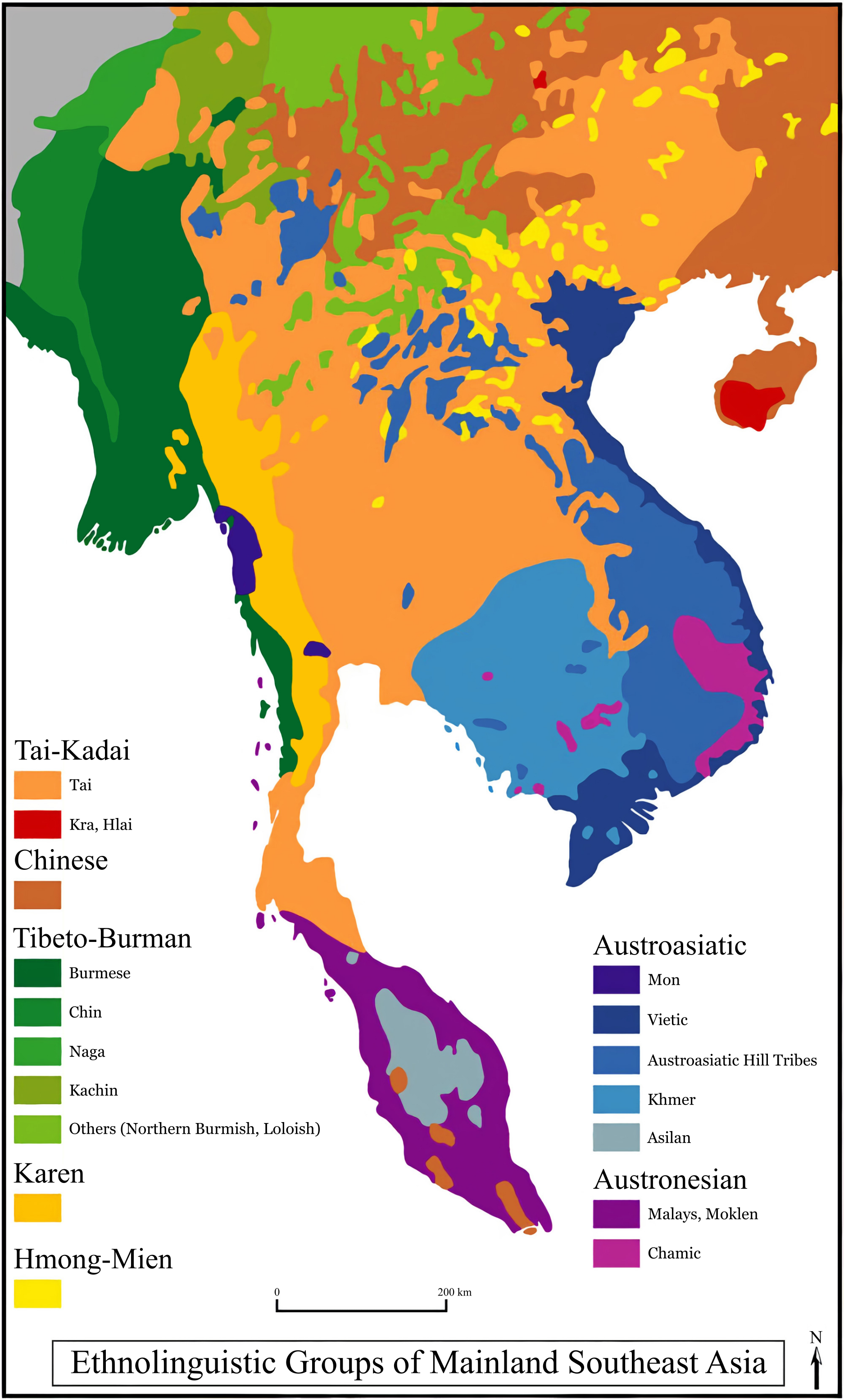
Grups ètnics i lingüístics de l'Àsia del sud-est

Emperador Ly Nhan Tong

El terme Việt (Yue) (En xinès, Yuè, en cantonès yale, yuth, en vietnamita, việt) durant l'antiga Xina s'escribia primer amb el logograma "戉" i després com a "越". Aquest terme, al mateix temps, també referia als membres d'un grup humà del nord-oest dels Shang.A principis del segle VIII aC, una tribu del centre del riu Iang-Tsé utilitza el terme yangyue per a referir-se a les persones que vivien les regions situades molt al sud. Entre els segles VII i el IV aC es referia com a "Yue/Viet" a l'estat Yue, situat a la riba del baix Iang-Tsé i a la seva població. Des del Segle III aC el terme és utilitzat per a denominar a les poblacions no xineses situades al sud i al sud-oest de la Xina i del nord del Vietnam, en particular als minyues, ouyues (en vietnamita, Au Viet), luoyues (en vietnamita, Lạc Việt) en general, que també són denominats de manera col·lectiva com a baiyues. El terme "Baiyue/Bách Việt" apareix per primera vegada al llibre Lüshi Chunqiu, compilat entorn l'any 239 aC. En els segles XVII i XVIII els vietnamesos alfabetitzats es refereixen a si mateixos com người Việt (𠊛越 , poble Viet) o người Nam 𠊛南 (poble del sud).

### Kinh

Vietnamites a l'Imperial Encyclopaedia

Entre els segles X i XI, una branca del Viet-Muong (una llengua viètica del nord) influenciada per un hipotètic xinès del nord del Vietnam comença a esdevenir la llengua vietnamita. Els seus parlants s'anomenen a si mateixos com "kinhs" (persones de la zona de Hanoi). En vietnamita s'escriu com a "chữ" i es pronuncia com a "jing" en xinès mandarí i com a "kinh" en vietnamita. Al segle XIII hi ha altres variants que ho escriuen com a Trại (寨 en mandarí: Zhài). Aquests darrers acaben esdevenint els muongs. Segons Lieberman, người Kinh (Chữ Nôm: 𠊛京) pot ser el terme que els vietnamita-parlants hagin inserit de manera anacrònica als documents de l'època pre-colonial.

## Història

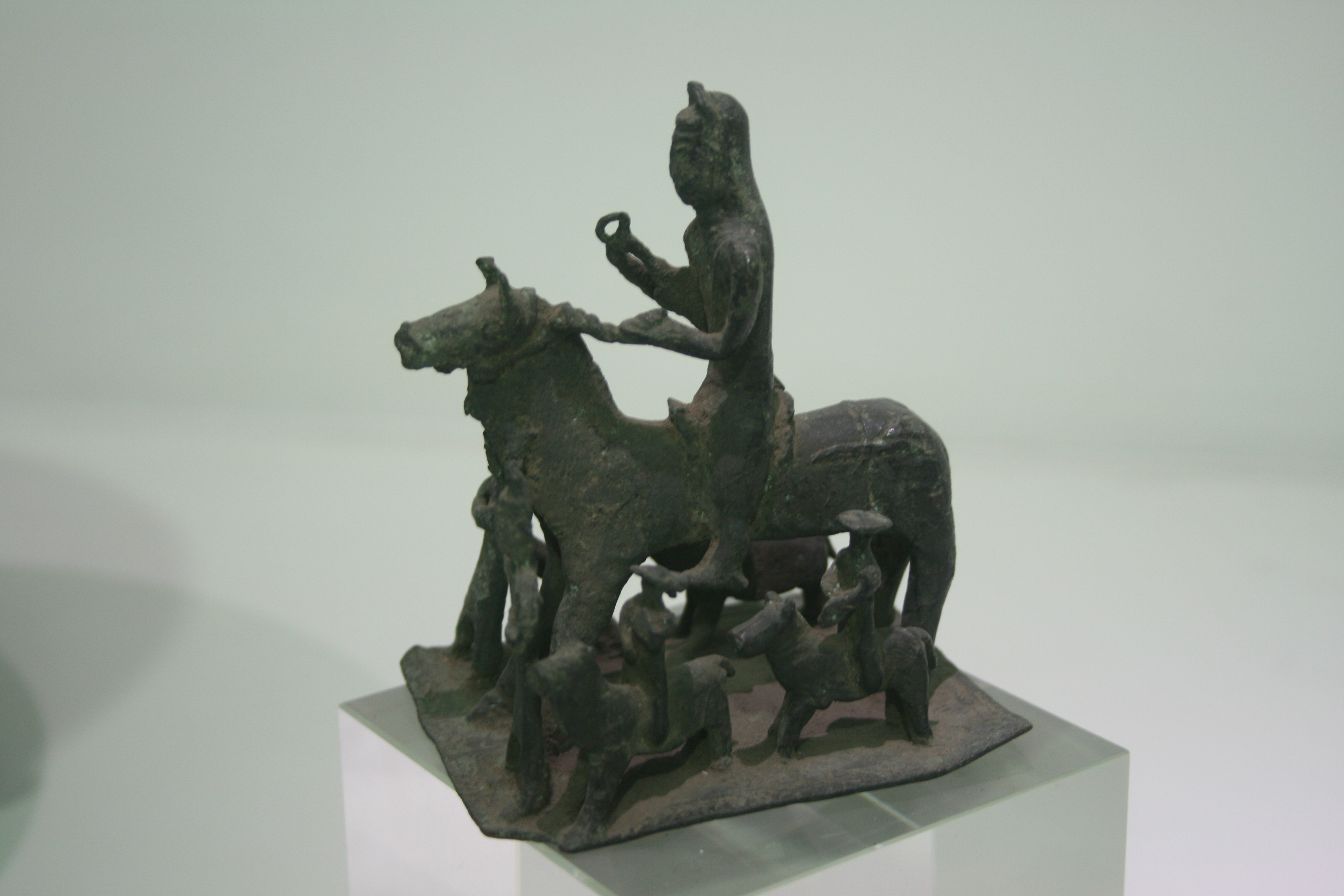
Bronze de l'època Dian al Museu provincial de Yunnan

### Orígens i prehistòria
Els vietnamites són descendents de pobles viètics que parlen llengües proto-austroasiàtiques que van habitar a la zona fronterera entre el Vietnam i la Xina, al voltant de Yunnan, Lignan i el riu Iang-Tsé, així com al territori d'Àsia Sud-oriental. Aquests pobles proto-austroasiàtics són diferents que els mons, que habiten més a l'oest i que els khmers, que provenen de zones més meridionals. Els mundes són un altre poble austroasiàtic que habita el nord-est de l'Índia. Molts acadèmics creuen que van arribar a la zona abans del 2000 aC i que hi van importar una agricultura basada sobretot en el cultiu de l'arròs. Alguns lingüistes (James Chamberlain, Joachim Schliesinger) han suggerit que els viètics van migrar des de la regió nord-central del Vietnam cap el delta del delta del riu Roig, que estava habitada originàriament per pobles tailandesos. Michael Churchman, per la seva banda, no troba empremtes dels viets al delta del Riu Roig a les fonts xineses. Segons aquest autor, altres autors proposen que el nord del Vietnam i el sud de la Xinano han estat mai homogenis ètnicament ni lingüísticament, però que han estat poblats per grups amb costums similars, tot i que potser no s'han identificat a si mateixos com a Kinhs. Per aquesta raó, és molt difícil identificar els grups ètnics de la prehistòria del Vietnam.

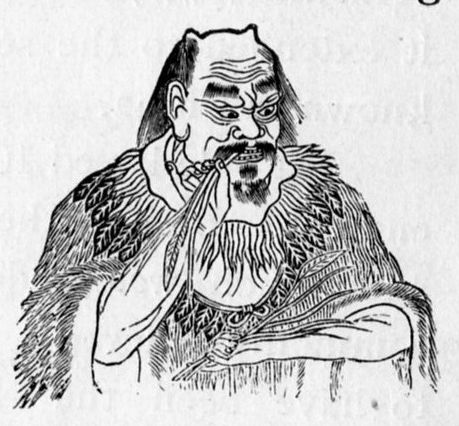
Shennong, rei mitològic xinès

Una altra teoria basada en la lingüística considera que els viètics provenen de les actuals províncies de Bolikhamsai i Khammouane de Laos i de zones de les actuals províncies de Nghệ An i de Quảng Bình de Vietnam. A més a més, alguns arqueòlegs defensen que la zona del Delta del riu Vermell havia estat poblat majoritàriament per pobles austroasiàtics durant l'època anterior de la Cultura Đông Sơn. Finalment, genetistes afirmen que hi ha similitats entre els grups de la Cultura Đông Sơn, els dais (grup humà de la Xina), els parlants de les llengües kra-dai (Tailàndia) i els viètics que parlen llengües austroasiàtiques.
Segons la llegenda vietnamita La història de Hồng Bàng Clan (Hồng Bàng thị truyện), del Segle XV el primèr vietnamita és descendent del drac Lạc Long Quân i de la xianren Âu Cơ. Després de casar-se, van tenir 100 ous, dels que van néixer 100 fills. Hùng king, el primer rei mític del Vietnam n'és el seu fill gran. Els reis de la dinastia Hung reclamen que són descendents de la figura mítica Shennong.

### Història antiga i època xinesa

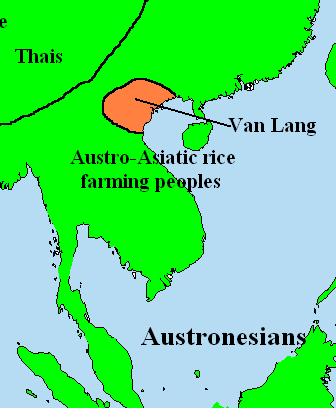
Van Lang, territori dels Hong Bang

La primera referència dels proto-vietnamites (Lạc) en els annals xinesos afirma que una confederació tribal políglota que parlaven llengües austroasiàtiques i kra-dai vivien a la zona del Delta del Riu Vermell. Els Lạc de l'antiguitat desenvolupen la Cultura Đông Sơn en el període de la dinastia Hồng Bàng, regida pels semi-mítics reis Hung. Entre els anys 400 i el 200 aC, els lacs entren en contacte amb els Âu Việts i els pobles sinítics del nord. Segons una crònica xinesa de principis del segle IV aC, el líder dels Au Viets, Thuc Phán, va conquerir Văn Lang i va deposar l'últim rei Hung i es proclama rei.
L'any 179 aC, Zhao Tuo, un general xinès establert a Nanyue anexiona Âu Lạc. L'any 111 aC l'Imperi Han conquereix Nanyue, cosa que implica que el territori del nord del Vietnam caigui sota el jou xinès.

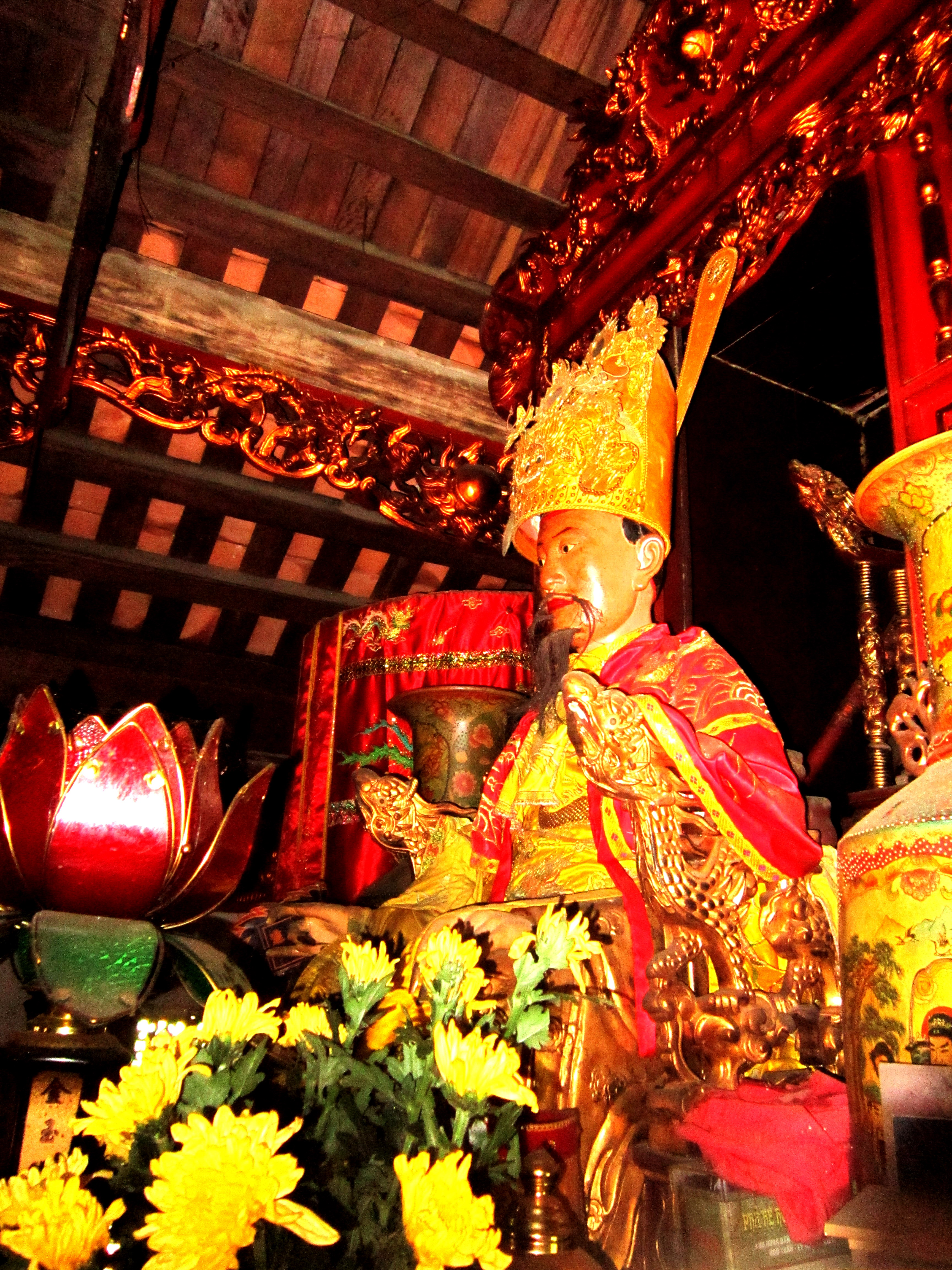
Ngô Quyền, considerat el primer rei vietnamita

Historiadors com  Henri Maspero afirmen que entre els segles VII i XIX, durant l'ocupació de la Dinastia Tang xinesa, els vietnamites es van separar d'altres grups viètics com els muongs i els chuts degut a la infuència dels xinesos sobre el primer grup. Altres consideren que la migració dels viètics des del nord-centre de la costa vietnamita cap Delta del Riu Vermell reemplaça els habitants originals tailandesos en el Segle VII.A mitjans del segle IX vietnamites aliats de Nan Chao ataquen la dinastia Tang però aquests reconquereixen la regió l'any 866. Hi ha acadèmics que consideren que és a l'època final de l'ocupació Tang quan els vietnamites es separen dels muongs. L'any 938, Ngô Quyền, nadiu de Thanh Hóa lidera els vietnamites contra els xinesos i es proclama rei després de derrotar l'armada dels hans del sud a la batalla del riu Bạch Đằng. D'aquesta manera, els viets aconsegueixen la independència de l'Imperi Xinès.

### Edad mitjana
Ngo Quyen mor el 944 i el seu regne col·lapsa degut a les lluites entre els diversos homes de la guerra. L'any 968 Đinh Bộ Lĩnh, primer rei de la Dinastia Đinh els unifica i estableix el Regne del Đại Việt (Gran Viet) i estableix la nova capital a Hoa Lư, al sud del Delta del Riu Vermell. Després que Dinh Tien Hoang fos assassinat l'any 979 i fos succeït pel nou marit de la seva dona, Le Hoan, els xinesos de la dinastia Song i el regne Txampa intenten ocupar el territori viet, però el  nou els ho impedeix.
Entre els anys 968 i el 1406 es succeixen les dinasties Đinh, Lê anterior, Lý , Trần i Hồ, abans que tornin a ser dominats pels xinesos de la dinastia Ming. Aquesta ocupació s'acaba quan el líder vietnamita Lê Lợi derrota els xinesos i funda la dinastia Lê posterior.
El regnat de l'emperador Lê Thánh Tông (1460-1497) és considerat com una de les èpoques d'esplendor de l'Imperi Viet.

### Edad moderna i contemporània
Després de la mort de Thánh Tông el 479 el regne del Dai Viet pateix un declivi important degut a crisis polítiquees i mediambientals. Entre el 1533 i el 1790 el territori és dividit i dominat per quatre famílies poderoses. En aquesta època milers de vietnamesos emigren cap el territori txam.
L'any 1802 s'acaba la fragmentació dels viets quan l'emperador Gia Long derrota la dinastia Tay Son. Durant la dècada de 1830 s'assimila la població txam subjugant-los. El 1847, l'emperador Thiệu Trị manifesta que aproximadament el 80% dels habitants del seu imperi són vietnamites. Aquesta proporció persisteix durant l'Indoxina francesa, l'Ocupació japonesa i l'actualitat.
A partir de 1862 comença l'ocupació colonial francesa d'Indoxina,  que s'unifica el 1887. En el període de la col·lonització francsa s'introdueixen canvis polítics i culturals a la societat vietnamita.

## Diàspora

Mapa dels països amb població vietnamita significativa

Els vietnamites, originaris del nord del Vietnam i del sud de la Xina, s'expandeixen cap al sud i conquereixen territoris que pertanyien al regne de Txampa i a l'Imperi Khmer. Són el grup ètnic majoritari de la majoria de províncies del Vietnam i són una minoria ètnica a la veïna Cambodja, on hi ha entre 400.000 i 1.000.000 vietnamites. El règim dels Khmers rojos persegueix la minoria vietnamita, cosa que provoca que alguns s'exiliin al Vietnam.
A inicis del segle XVI grups de vietnamites emigren a Cambodja i Xina per comerciar. Els gins són els descendents d'aquests que van migrar a la Xina i formen un grup ètnic minoritari de la Guangxi.

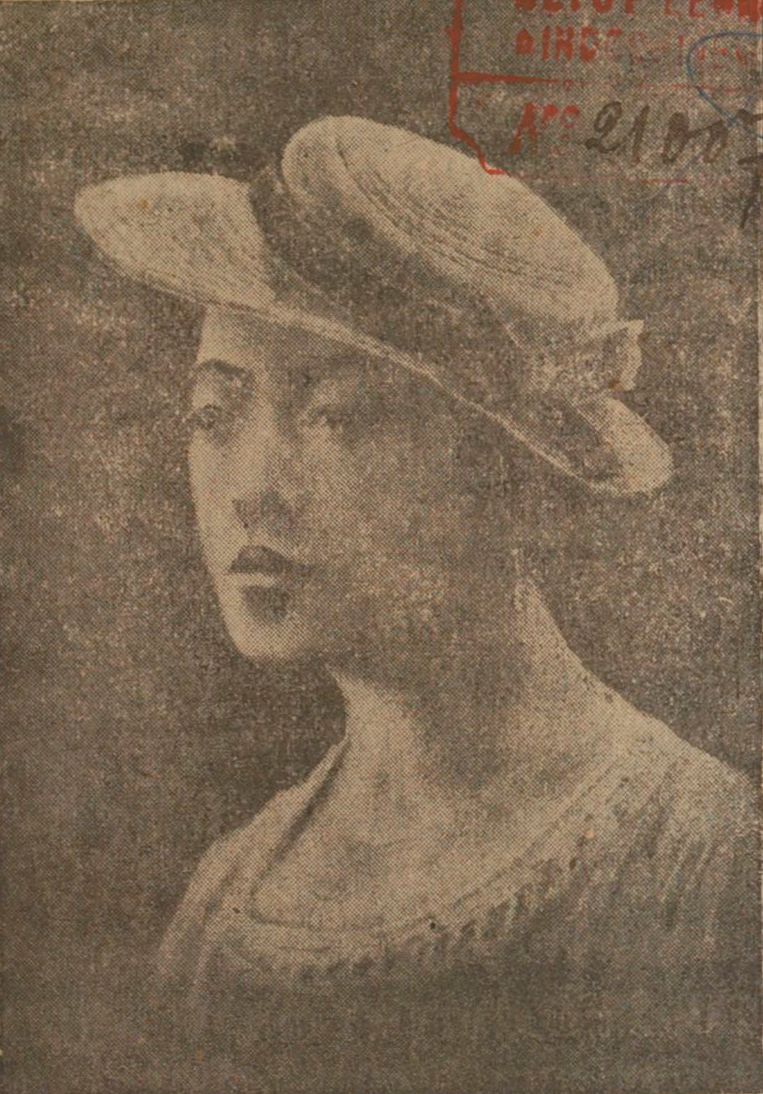
Hoàng Thị Thế, actriu vietnamita a França

Durant la Indoxina francesa, el Vietnam és considerada la colònia francesa més important del continent asiàtic i els vietnamites obtenen una posició social superior als altres grups de la colònia. Això fa que hi hagi vietnamites que obtinguin posicions de poder en les altres zones de la colònia francesa per sobre les poblacions locals de Laos i Cambodja.
En aquesta època també hi ha un nombre significatiu de vietnamites que van a la metròpolis francesa sobretot per raons d'estudi, que majoritàriament són membres de les classes altes. Durant les dues guerres mundials també hi ha vietnamites que migren a França com a treballadors o soldats. L'onada de migrans vietnamites a França durant la Primera Guerra Mundial representa la primera significativa al món occidental. Després de la independència del Vietnam, el 1954 vietnamites lleials a la metròpolis emigren a França. Durant la participació entre el Nord i el Sud del Vietnam també hi van estudiants sud-vietnamites.
A la dècada de 1970, durant l'època dels Khmers rojos, la població de vietnamites de Cambodja es redueix i passa d'uns 300.000 a uns 56.000.
Amb la Caiguda de Saigon, que representa la fi de la Guerra del Vietnam s'inicia de manera pròpia la diàspora dels vietnamites. Milers de refugiats s'exilien als Estats Units d'Amèrica, França, Austràlia i el Canadà. Al mateix temps, milers de vietnamites emigren per a treballar o estudiar als països del bloc de l'Est, a Europa central i Oriental.

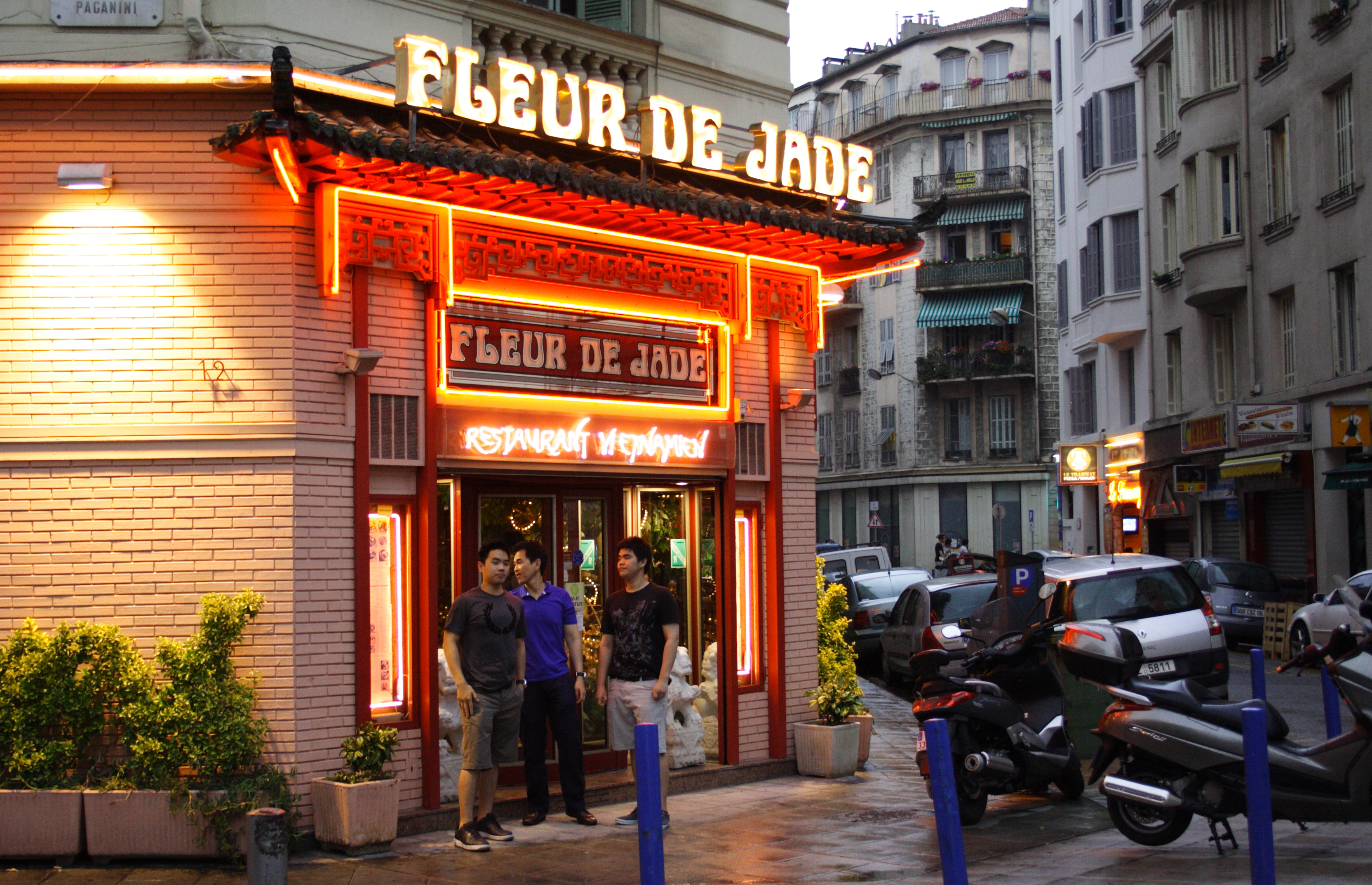
Restaurant vietnamita de Niça

S'estima que al 2019 hi ha 2.183.000 vietnamites als Estats Units d'Amèrica. Al Japó, al 2023, n'hi ha 520.154;  a Cambodja entre 400.000 i 1.000.000; a França, enre 300.000 i 350.000; a Austràlia, 334.781 (2021); al Canadà, 275.530 (2021); a Taiwan, entre 246.973 (amb permís de residència) i 470.000 (2023); a Corea del Sud, 209.373 (2022); a Alemanya, 215.000 (2023). Rússia, Tailàndia, Laos i al Regne Unit són altres estats on hi ha aproximadament 100.000 vietnamites o més.
A l'estat espanyol, al 2022 hi ha entre 2.362 vietnamites segons el padró municipal i al 2023 n'hi ha 2.434. La majoria viuen a les províncies de Barcelona, Madrid, Alacant i Girona.

### Vietnamites als Països Catalans

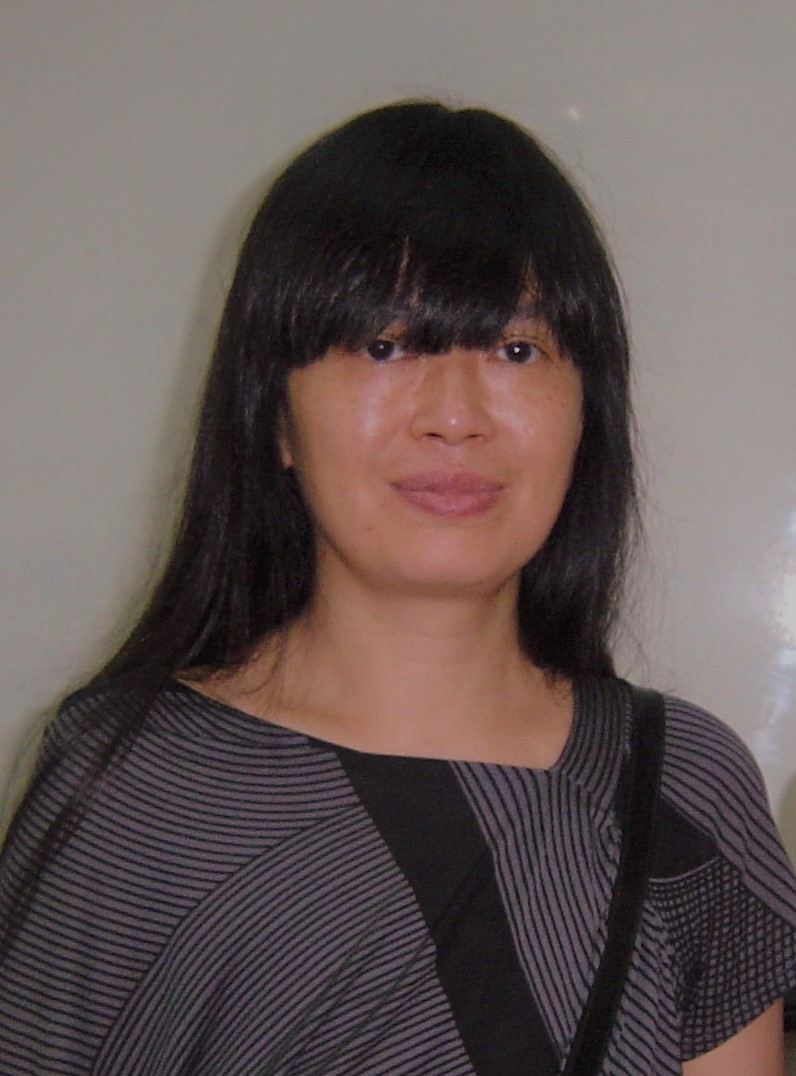
Linda Le, escriptora francesa d'origen vietnamita

Segons el padró municipal de 2023, les províncies de Barcelona, Alacant i Girona estan entre les que hi ha més vietnamites. Segons l'Institut d'Estadística de Catalunya, el 2023 hi ha un total de 1.178 vietnamites a Catalunya i al 2021 n'hi havia 828. Això significa una variació relativa del 23,22%
A la Província de Barcelona hi ha 792 vietnames. D'aquests, 228 viuen a Barcelona, 38 a l'L'Hospitalet de Llobregat i 33 a Sabadell. A Mataró, Rubí, Badalona, Cornellà de Llobregat, Terrassa, Castelldefels i Vilanova i la Geltrú són altres municipis on hi viuen més de 20 vietnamites. Aquesta és la província espanyola amb més vietnamites de l'estat.
La Província de Girona és la quarta de l'estat amb més vietnamites, després de les de Barcelona, Madrid i Alacant. Al 2023, segons el padró n'hi ha 78, que tenen una mitjana de 29 anys d'edat. A Blanes n'hi ha 19, a Girona, 14 i a Figueres, 9. A la Província de Tarragona hi ha 59 vietnamites, la meitat entre Reus i Tarragona; i a la Província de Lleida, n'hi ha 39, dels quals 33 viuen a Lleida.
Al País Valencià, n'hi ha 85 a la Província d'Alacant (dels quals 40 viuen a la ciutat d'Alacant); 62 a la Província de València (42 a la ciutat de València); i 32 a la Província de Castelló.
A les Illes Balears, el 2023 hi ha 69 vietnamites, dels quals 37 viuen a Palma.
A Catalunya els vietnamites han protagonitzat algunes notícies. Per exemple, el 24 de gener de 2017 s'han trobat dues nenes menors d'edat que viuen soles a l'Aeroport del Prat, que podrien ser víctimes del tràfic de persones. El desembre de 2018 es desarticula una xarxa criminal que introduïa vietnamites a través de l'aeroport del Prat per a explotar-les laboralment en centres de manicura.
A Andorra s'obre un consolat honorari el 2019, cosa que fa que sigui el tercer país asiàtic que en disposa, després de la República de Corea i Filipines. Olivier Montel Monteret és el cònsol honorari.